# Rovaniemen Palloseura 2008

## Rosa
| N. |                      | Ruolo | Calciatore        |
| -- | -------------------- | ----- | ----------------- |
| 1  | Finlandia (bandiera) | P     | Kalle Rönkkö      |
| 2  | Zambia (bandiera)    | D     | Stephen Kunda     |
| 4  | Zambia (bandiera)    | C     | Chanda Mwaba      |
| 7  | Finlandia (bandiera) | C     | Mika Nurmela      |
| 8  | Zambia (bandiera)    | A     | Nchimunya Mweetwa |
| 9  | Zambia (bandiera)    | A     | Zeddy Saileti     |
| 10 | Finlandia (bandiera) | C     | Juha Majava       |
| 11 | Zambia (bandiera)    | A     | Chileshe Chibwe   |
| 13 | Finlandia (bandiera) | C     | Jukka Yrjänheikki |

| N. |                      | Ruolo | Calciatore             |
| -- | -------------------- | ----- | ---------------------- |
| 15 | Finlandia (bandiera) | C     | Mika-Matti Maisonvaara |
| 16 | Finlandia (bandiera) | C     | Daniel Bauer           |
| 17 | Camerun (bandiera)   | A     | Titi Essomba           |
| 19 | Finlandia (bandiera) | D     | Janne Turpeenniemi     |
| 20 | Finlandia (bandiera) | C     | Juha-Pekka Inkeröinen  |
| 21 | Finlandia (bandiera) | C     | Joonas Kiistala        |
| 22 | Finlandia (bandiera) | A     | Juuso Majava           |
| 24 | Nigeria (bandiera)   | A     | Philip Edeipo          |
| 25 | Camerun (bandiera)   | C     | Patrice Ollo N'doumba  |

### Staff tecnico
| Allenatore: | Valeri Bondarenko |